# Concoules
Concoules este o comună în departamentul Gard din sudul Franței. În 2009 avea o populație de 252 de locuitori.

## Evoluția populației
| An        | 1975 | 1982 | 1990 | 1999 | 2006 | 2009 |
| --------- | ---- | ---- | ---- | ---- | ---- | ---- |
| Populație | 262  | 241  | 236  | 256  | 260  | 252  |